# Macharaviaya
Macharaviaya is een gemeente in de Spaanse provincie Málaga in de regio Andalusië met een oppervlakte van 7,24 km². Macharaviaya telt 461 inwoners (1 januari 2016).

## Demografische ontwikkeling
Bron: INE, 1857-2011: volkstellingen
Opm.: In 1877 werd de gemeente Benaque aangehecht

## Geboren
- Bernardo de Gálvez (1746-1786), militair en bestuurder